# Juicio de Derek Chauvin
El juicio del Estado de Minnesota contra Derek Michael Chauvin es un caso criminal que tuvo lugar en el Tribunal de Distrito de Minnesota y en el que el exoficial de policía de Mineápolis Derek Chauvin fue juzgado y condenado por la muerte de George Floyd, ocurrida durante un arresto el 25 de mayo de 2020. Chauvin fue acusado de homicidio involuntario en la comisión de delito grave, homicidio involuntario con desprecio por la vida y homicidio accidental; el primer cargo conllevaba una pena máxima de cuarenta años de prisión. El 20 de abril de 2021 el jurado declaró a Chauvin culpable de los tres cargos.
El juicio comenzó el 8 de marzo de 2021 en el Centro de Gobierno del Condado de Hennepin en Mineápolis, Minnesota. Fue el primero de dos juicios penales programados derivados de la muerte de Floyd. También fue el primer juicio penal en Minnesota en ser completamente televisado y el primero en un tribunal estatal en ser transmitido en vivo. El juicio recibió una amplia cobertura de los medios, con más de 23 millones de personas que vieron el veredicto que se anunciaba por televisión en vivo.

## Fondo

### Muerte de George Floyd
Derek Chauvin fue uno de los cuatro oficiales del Departamento de Policía de Mineápolis (MPD) involucrados en el arresto de George Floyd el 25 de mayo de 2020, bajo sospecha de usar un billete de 20  $ falsificado en un mercado. También se desempeñó como oficial de capacitación de campo para uno de los otros oficiales involucrados. Mientras Floyd estaba esposado y acostado boca abajo en la calle, Chauvin se arrodilló sobre el cuello de Floyd durante nueve minutos y veintinueve segundos. Durante parte del tiempo, otros dos oficiales se arrodillaron sobre la espalda de Floyd. Durante los últimos dos minutos, Floyd estuvo inmóvil y no tenía pulso.
Una lectura del informe policial inicial no muestra ninguna mención del tratamiento de Floyd cuando fue arrestado. El informe engañoso dice, un "incidente médico durante la interacción policial". Muchos creen que Chauvin nunca habría sido condenado si el video del teléfono celular tomado por Darnella Frazier no hubiera aparecido. El gobernador de Minnesota, Tim Walz, agradeció públicamente a Frazier diciendo: Creo que muchas personas saben que tomar ese video es quizás la única razón por la que Derek Chauvin irá a prisión.
Dos autopsias encontraron que la muerte de Floyd fue un homicidio. En el momento de su muerte, Floyd también se había recuperado del COVID-19 y padecía una enfermedad cardíaca, y tenía fentanilo y metanfetamina en su sistema.

### Arresto, cargos y fianza
Chauvin fue detenido el 29 de mayo de 2020, e inicialmente acusado de homicidio en tercer grado, convirtiéndose en el primer oficial de policía blanco de Minnesota en ser procesado por la muerte de un civil afroamericano. El 3 de junio, los cargos se modificaron para incluir homicidio en segundo grado, específicamente homicidio en segundo grado involuntario mientras se intentaba cometer un delito grave. Chauvin obtuvo la libertad provisional el 7 de octubre de 2020 después de pagar una fianza de 1 millón de dólares. La documentación de la corte proporcionó que su liberación fue supervisada y se perdería si se negaba a comparecer ante un magistrado, se negaba a comparecer ante la corte en las fechas programadas, abandonaba el estado de Minnesota sin la aprobación de la corte o tenía contacto con la familia de Floyd.

### Procedimientos previos al juicio
El 29 de agosto de 2020, los abogados de Chauvin presentaron una moción para desestimar el caso, alegando que Floyd probablemente murió como resultado del uso de drogas y condiciones médicas preexistentes. El mismo día, los fiscales se movieron para aumentar las condenas potenciales para los cuatro oficiales más allá de las pautas para los cuatro acusados, argumentando que Floyd era vulnerable mientras lo mantenían esposado en el suelo y lo trataban con crueldad.
El 12 de noviembre de 2020, el juez Cahill inicialmente dictaminó que Chauvin y los otros tres oficiales serían juzgados juntos. El 11 de enero de 2021, Cahill revocó esta decisión de tal manera que este caso solo involucra el juicio de Chauvin, separado de los otros oficiales.
El 22 de octubre de 2020, Cahill desestimó el cargo de homicidio en tercer grado, pero no los cargos de homicidio involuntario en segundo grado y homicidio involuntario en segundo grado. El 11 de marzo de 2021, en apelación, Cahill restableció el cargo de homicidio en tercer grado contra Chauvin. La decisión se produjo después de que la Corte Suprema de Minnesota el 10 de marzo denegara la petición de la defensa de revisar una decisión de la Corte de Apelaciones que requería que Cahill reconsiderara la reinstalación del cargo.
El 19 de marzo de 2021, después de considerar que se confirmó que las drogas descubiertas en la camioneta donde estaba detenido Floyd contenían su ADN, Cahill permitió que la defensa presentara pruebas limitadas del arresto de Floyd en mayo de 2019 (cuando se resistió a los oficiales y tragó drogas, lo que condujo a peligrosamente presión arterial alta), rechazó un psiquiatra forense que la fiscalía quería testificar que Floyd estaba actuando como una persona normal y asustada durante los arrestos, y desestimó una moción para posponer el juicio a la luz de la publicidad del acuerdo civil.

## Juicio

### Juez y abogados
El juez del condado de Hennepin, Peter Cahill, preside el caso.  Cahill ha sido juez desde 2007 y anteriormente trabajó como defensor público y fiscal. 
El 31 de mayo de 2020, el gobernador Tim Walz anunció que el fiscal general Keith Ellison lideraría la acusación en lugar del fiscal del condado Michael O. Freeman . Freeman fue objeto de protestas y luego fue descalificado para trabajar en el caso. El equipo de la acusación también incluye a Matthew Frank, Jerry Blackwell, Steven Schleicher y Erin Eldridge.  Ellison trajo a un equipo de abogados de Hogan Lovells después de que Neal Katyal se ofreciera a ayudar en la elaboración de estrategias y movimientos. Katyall dijo que Ellison invitó a la madre de Eric Garner a la reunión diaria de la fiscalía y que su presencia destacó cómo el caso Chauvin también fue un esfuerzo "para lograr una medida de justicia para todas las familias negras que han perdido a sus seres queridos por la violencia policial pero nunca vió una sala de audiencias ".  Chauvin está representado por el abogado defensor Eric Nelson. 

### Jurado
El 22 de diciembre de 2020, a los posibles miembros del jurado en el condado de Hennepin se les envió un cuestionario preguntando sobre sus puntos de vista sobre el sistema de justicia penal, la policía y los movimientos sociales.  El cuestionario también pedía a los posibles miembros del jurado que revelaran cuántas veces vieron videos de la muerte de Floyd y si participaron en las protestas de George Floyd. 
El 8 de marzo de 2021, la selección del jurado se retrasó hasta al menos el 9 de marzo, en espera de la consideración del cargo de asesinato en tercer grado contra Chauvin. La selección del jurado comenzó ese día, con el asunto del asesinato en tercer grado aún sin resolver por el Tribunal de Apelaciones. Durante la selección del jurado, los posibles miembros del jurado fueron interrogados sobre sus puntos de vista sobre Black Lives Matter, Blue Lives Matter y cómo quitar fondos a la policía. Los miembros del jurado también fueron interrogados acerca del acuerdo de 27 millones con la familia de Floyd, con dos jurados siendo recusados, luego de que las noticias sobre el acuerdo modificaron su capacidad para ser imparciales. Algunos miembros del jurado potenciales expresaron temor a represalias si devolvieran un veredicto impopular. Doce jurados anónimos y tres suplentes estaban sentados al 23 de marzo, con seis jurados blancos, cuatro negros y dos jurados multirraciales seleccionados. En el tercer día del juicio, un miembro del jurado tuvo una "reacción relacionada con el estrés" pero rechazó la atención médica. 

### Declaraciones de apertura
Las declaraciones de apertura de la acusación y la defensa se escucharon el 29 de marzo de 2021.  fiscal Jerry Blackwell comenzó las declaraciones de apertura diciendo que "el Sr. Chauvin traicionó su placa", mientras que el abogado defensor Eric Nelson dijo que "Chauvin hizo exactamente lo que había sido capacitado para hacer ". 

### Caso de acusación
La fiscalía inició su caso el 29 de marzo de 2021  y descansó el 13 de abril luego de 11 días de testimonios de 38 testigos. 

#### Testigos de la acusación
Se incluyó a unas 400 personas en una lista de posibles testigos del juicio,  pero solo 38 fueron convocadas a declarar.  Los testigos de la acusación fueron:
- Jena Scurry, un despachador del 911 que recibió la llamada sobre Floyd usando un billete falso; vio el arresto de Floyd a través de un video en vivo y estaba preocupada por la forma de su arresto, lo que la llevó a llamar a un sargento de policía sobre el arresto.

- Alisha Oyler, una transeúnte que filmó la muerte de Floyd.

- Donald Williams II, un espectador y luchador profesional de MMA, que testificó que Chauvin arrodillado sobre el cuello de Floyd estaba aplicando un " estrangulamiento de sangre ",  que Chauvin estaba "temblando para conseguir el estrangulamiento final" en Floyd, que el procedimiento de arresto fue "tortura",  y que llamó al 911 en Chauvin porque creía que había "presenciado un asesinato".

- Darnella Frazier y otros tres testigos menores de edad que presenciaron la muerte de Floyd testificaron fuera de cámara. Frazier es el testigo que grabó el video de amplia circulación que cuestionó el informe policial inicial.  Ella testificó que Floyd estaba "aterrorizado, asustado, rogando por su vida" y diciendo " No puedo respirar ", mientras que Chauvin "simplemente nos miraba" con "esa mirada fría".

- Genevieve Hansen, una transeúnte y bombero certificado por EMT del Departamento de Bomberos de Minneapolis (MFD), que presenció la condición de Floyd y quiso tratarlo pero no se le permitió.  Hansen dijo que vio que Floyd "tenía un estado alterado de conciencia", porque no respondía a los "estímulos dolorosos" de la rodilla de Chauvin en su cuello. Quería comprobar si Floyd estaba consciente, iniciar compresiones en el pecho y prestarle otra atención médica, pero la policía le negó el acceso a Floyd.

- Christopher Martin, un empleado de Cup Foods que supuestamente recibió el billete falso de Floyd.  Martin dijo que "parecería que [Floyd] estaba drogado", pero que podía hablar y comunicarse.

- Christopher Belfrey, un transeúnte estacionado detrás de la camioneta de Floyd que comenzó a grabar un video después de ver al oficial Lane apuntar con un arma a Floyd.

- Charles McMillian, un transeúnte que tuvo una conversación con Floyd cuando Floyd estaba en el coche de la policía.

- El teniente Jeff Rugel, jefe de la unidad de tecnología empresarial del MPD, que estaba familiarizado con las imágenes de la cámara del cuerpo de la policía .

- Courteney Ross, la novia de Floyd, quien testificó que Floyd luchó con una adicción a los opioides después de usar opioides para tratar el dolor de espalda, que una vez había sido hospitalizado por una sobredosis y que ella estaba en el automóvil con un proveedor en el momento de su arresto. Lloró mientras describía su relación con Floyd.

- Seth Bravinder y Derek Smith, paramédicos de Hennepin que respondieron a la muerte de Floyd y testificaron que no vieron signos de respiración o movimiento por parte de Floyd cuando llegaron, que no detectaron ningún latido una vez que se les permitió el acceso a Floyd y que no pudieron resucitar a Floyd. Smith dijo que cuando llegaron, creía que Floyd ya estaba muerto.

- El capitán Jeremy Norton del MFD, quien respondió a la escena e informó lo sucedido a sus supervisores. Norton dijo que "le preocupaba que un hombre hubiera muerto bajo custodia policial".

- Sargento retirado David Pleoger, supervisor de policía. Scurry lo llamó para informarle de su preocupación por el arresto. Pleoger llegó al lugar después de que se llevaran a Floyd en una ambulancia.  Pleoger testificó que los oficiales que lo arrestaron "podrían haber terminado con su restricción" de Floyd una vez que dejó de resistirse mientras estaba esposado en el suelo.

- Sargento Jon Edwards del MPD, quien testificó que respondió a la escena del crimen, les dijo a Lane y Keung que encendieran sus cámaras corporales e intentó entrevistar a los testigos.

- El teniente Richard Zimmerman, investigador de homicidios del MPD y su oficial de mayor rango.  Zimmerman testificó que el hecho de que Chauvin se arrodillara sobre el cuello de Floyd durante un período prolongado de tiempo era "totalmente innecesario" y que tal movimiento "puede matar". Zimmerman testificó además que una vez que los sospechosos están esposados, "el nivel de amenaza baja por completo", y la policía "necesita sacarlos de la posición boca abajo lo antes posible porque restringe su respiración".

- Bradford Wankhede Langenfeld, médico residente de Medicina de Emergencia del Centro Médico del Condado de Hennepin que declaró muerto a Floyd.  Testificó que para cualquier persona cuyo corazón se haya detenido (como Floyd), la probabilidad de supervivencia disminuye entre un 10% y un 15% cada minuto que no se intenta la reanimación cardiopulmonar (RCP).

- Medaria Arradondo, jefa del MPD . Arradondo testificó que Chauvin violó la política, la capacitación y la ética del departamento al continuar restringiendo a Floyd de esa manera en varias etapas: cuando Floyd dejó de resistir, "ya no respondía" y estaba "inmóvil". Además de citar la "santidad de la vida" y el "deber de cuidado", Arradondo agregó que Chauvin había violado la política del departamento al no reducir la situación cuando era posible y al no brindar atención médica inmediata a Floyd.

- La inspectora Katie Blackwell, que era la comandante de la división de entrenamiento del MPD en el momento de la muerte de Floyd.  Blackwell testificó que la política del MPD era entrenar a los oficiales para que usaran sus brazos para sujetar el cuello a un sospechoso, en lugar de usar la rodilla de un oficial como lo hizo Chauvin. También testificó que durante la totalidad del mandato de Chauvin en el departamento, a los agentes del MPD "se les enseñó acerca de la asfixia posicional " y, por lo tanto, se les instruyó para que movieran a los sospechosos de lado "lo antes posible" una vez que estuvieran "bajo control".

- Sargento Ker Yang, un capacitador de crisis del MPD que explicó que escuchar es clave para la intervención en crisis y que los oficiales "reducirán la escalada" cuando "sea seguro y factible".

- El teniente Johnny Mercil, experto estatal en políticas y entrenamiento de uso de la fuerza del MPD, testificó que los oficiales están entrenados para usar la menor cantidad de fuerza para controlar a un sospechoso y reducir su restricción una vez que el sospechoso está bajo control. . También dijo que arrodillarse sobre el cuello de Floyd violaba la política, la ética y el entrenamiento de la policía.

- La oficial Nicole Mackenzie, coordinadora de apoyo médico, es la experta en asuntos médicos del MPD del estado. El abogado defensor Nelson la interrogó sobre la respiración agónica, que ella explicó como inhalaciones irregulares e ineficaces. Nelson cuestionó si se puede confundir con la respiración efectiva durante "ciertas circunstancias en las que hay mucho ruido o mucha conmoción". Ella respondió afirmativamente, pero bajo más preguntas de la fiscalía cuando se le preguntó si una multitud hostil podía excusar a un oficial de brindar ayuda médica de emergencia. Mackenzie respondió que sí, pero solo "si un oficial estaba siendo agredido físicamente". También testificó que incluso si una persona puede hablar, no sugiere que esté respirando adecuadamente.

- Sargento Jody Stiger del Departamento de Policía de Los Ángeles, experto nacional en el uso de la fuerza por parte de la policía.  Stiger testificó que el video mostraba a Chauvin sin cambiar la fuerza que aplicó al área del cuello de Floyd durante la restricción.  Según Stiger, "ninguna fuerza era razonable en esa posición" donde Floyd estaba boca abajo y esposado.  En esa posición, Floyd "no intentaba resistir, no intentaba asaltar a los oficiales, patear, golpear", opinó Stiger.  La presión ejercida por el peso corporal de Chauvin en esa posición puede "causar asfixia posicional y podría causar la muerte", dijo Stiger.técnica en la muñeca y los nudillos de Floyd, a pesar de que Floyd estaba boca abajo, sin resistirse y aparentemente incapaz de obedecer; esta técnica se aplicó durante un período de tiempo excesivo.  Aunque Stiger dijo que una multitud de insultos podría verse como "una amenaza potencial", Stiger también testificó que para los espectadores del arresto de Floyd: "No los percibí como una amenaza", ya que la mayoría de sus comentarios verbales se debieron a la "preocupación" por Floyd.  Si bien Stiger estuvo de acuerdo con la afirmación del abogado defensor Nelson de que la policía estaba entrenada para colocar una rodilla entre los omóplatos de los sospechosos,  Stiger no estuvo de acuerdo con la afirmación de Nelson de que Chauvin había colocado su rodilla "sobre" los omóplatos de Floyd, en lugar de "por encima" de ellos.

- El agente especial James Reyerson de la Oficina de Aprehensión Criminal de Minnesota (BCA) testificó que entrevistó al jefe de Minneapolis Arradondoas durante la investigación sobre la muerte de Floyd.

- McKenzie Anderson, un científico forense de BCA que procesó la camioneta de Floyd y el coche patrulla de los oficiales y dio positivo en ocho manchas para el ADN de Floyd, incluidas siete manchas de sangre.

- Breahna Giles, una científica forense química de BCA que testificó que las píldoras encontradas dentro de la camioneta de Floyd contenían fentanilo y metanfetamina.

- Susan Neith, una química forense que testificó que tres píldoras encontradas dentro de la camioneta y el coche patrulla contenían una concentración de fentanilo de menos del 1% y una concentración de metanfetamina del 1,9 al 2,9%, mientras que "la mayoría de las veces" Neith ve "entre 90 y 100 % de metanfetamina ".

- Martin J. Tobin, neumólogo, especialista en cuidados intensivos , fisiólogo y reconocido experto en insuficiencia respiratoria que dijo que la falta de oxígeno en el cerebro y el corazón provocó la muerte de Floyd.  Tobin testificó que Floyd murió de bajos niveles de oxígeno causados por asfixia que resultó en daño cerebral y paro cardíaco, y que no murió de una sobredosis de fentanilo.

- Daniel Isenschmid, un toxicólogo forense que testificó que la proporción de fentanilo a norfentanilo en la sangre de Floyd era de 1.96 ng / ml, por debajo del promedio de 9.05 en casos post mortem y 3.2 en casos de DUI, y agregó que las víctimas de sobredosis rara vez tienen norfentanilo en la sangre.  También testificó que el nivel de metanfetamina de Floyd estaba en el 5,9% inferior de una muestra de casos de metanfetamina por DUI.

- Bill Smock, un especialista en medicina forense legal, cirujano y ex médico de la sala de emergencias que testificó que Floyd murió por falta de oxígeno y no por una sobredosis de fentanilo.

- Lindsey Thomas, patóloga forense.  Ella testificó que no había "evidencia" que indicara que Floyd "habría muerto esa noche excepto por las interacciones con la policía". Thomas dijo que los muchos videos del arresto de Floyd no mostraban señales de una muerte por sobredosis de fentanilo, ya que esas muertes típicamente muestran a una persona que tiene "mucho sueño" y luego "deja de respirar pacíficamente"; Los videos tampoco mostraban a Floyd experimentando una muerte súbita, como por un ataque cardíaco.

- Andrew Baker, el médico forense jefe del condado de Hennepin, que realizó la autopsia oficial del cuerpo de Floyd. Testificó que se mantuvo firme en el hallazgo de la autopsia de que la muerte de Floyd fue un homicidio causado por "detención cardiopulmonar que complica la subdulación, la inmovilización y la compresión del cuello".  Dijo que la enfermedad cardíaca de Floyd, la intoxicación por fentanilo y el uso de metanfetamina eran causas contribuyentes, pero no causas directas, porque "no causaron la restricción subdual o del cuello". Dijo que no creía que la compresión del cuello que vio en los videos (que no dejaba signos de lesión) pudiera haber restringido el flujo de aire o sangre al cerebro de Floyd, pero que contribuyó al estrés fisiológico, aumento de adrenalina y presión arterial elevada.

- Jonathan Rich, un médico experto en cardiología, testificó que a pesar de ver un bloqueo de las arterias coronarias en el corazón de Floyd, el corazón puede crear nuevos caminos para que la sangre circule y no vio nada que sugiera que un evento cardíaco jugó un papel en su muerte. También testificó que no vio evidencia que sugiera que una sobredosis de drogas causó la muerte de Floyd.

- Philonise Floyd, hermano menor de George Floyd, quien recordó la estrecha relación entre su hermano y su madre.

- El último testigo, Seth Stoughton, profesor de derecho y ex oficial de policía, habló como un experto en uso de la fuerza. Utilizando el estándar de "oficial razonable", testificó que el nivel de fuerza de Chauvin era desproporcionado a las circunstancias. "Ningún oficial razonable hubiera creído que este era un uso de la fuerza apropiado, aceptable o razonable".

## Sondeo de opinión
Tres de cada cuatro estadounidenses comparten la opinión de que el jurado llegó al veredicto correcto en el juicio de Derek Chauvin. Entre los estadounidenses blancos, el 90% de los demócratas encuestados cree que se alcanzó el veredicto correcto, mientras que solo el 54% de los republicanos considera que la decisión de culpabilidad es correcta. El 93% de los afroamericanos están de acuerdo con la decisión. Las encuestas muestran que del 25% que cree que el jurado no tomó la decisión correcta, también están fuertemente en desacuerdo con las creencias del movimiento Black Lives Matter. Se identifican en gran medida como conservadores, están compuestos por más hombres que mujeres y son desproporcionadamente blancos. El presidente Biden tenía un índice de aprobación del 60% por su manejo de los asuntos relacionados con la muerte de Floyd y el juicio de Chauvin, similar a su calificación general de trabajo de sus primeros cien días en el cargo.